# 78434 Дієр
78434 Дієр  (78434 Dyer) — астероїд головного поясу, відкритий 17 серпня 2002 року.
Тіссеранів параметр щодо Юпітера — 3,328.